# Gometz-la-Ville
Pour les articles homonymes, voir Gometz.
Gometz-la-Ville (prononcé [ɡomɛs la vil] ) est une commune française située à vingt-six kilomètres au sud-ouest de Paris dans le département de l'Essonne en région Île-de-France. Elle est également située dans le périmètre du parc naturel régional de la Haute Vallée de Chevreuse.
Ses habitants sont appelés les Gometziens.

## Géographie

### Situation
| Type d’occupation           | Pourcentage | Superficie (en hectares) |
| --------------------------- | ----------- | ------------------------ |
| Espace urbain construit     | 6,4 %       | 61,65                    |
| Espace urbain non construit | 1,4 %       | 13,39                    |
| Espace rural                | 92,2 %      | 890,76                   |
| Source : Iaurif             |             |                          |

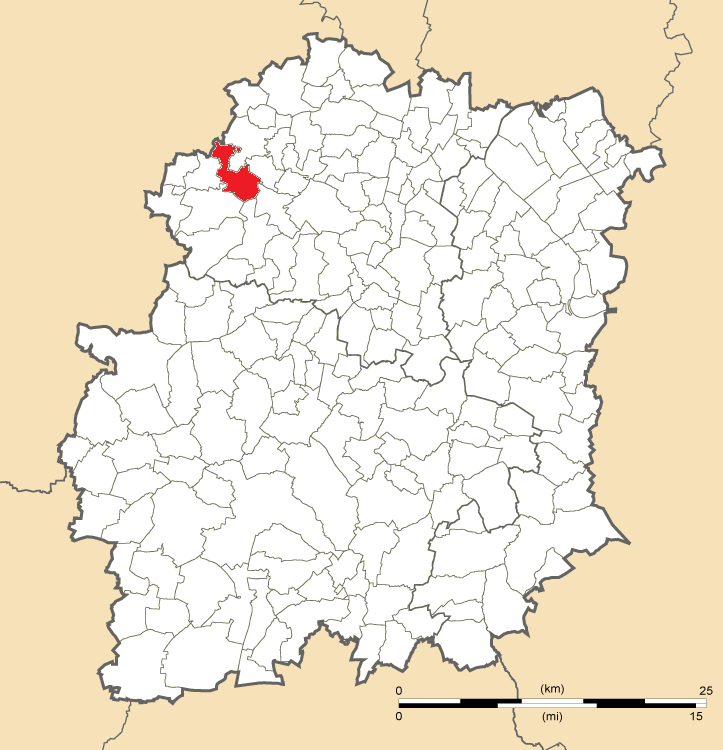
Position de Gometz-la-Ville en Essonne.

La commune est située sur le plateau du Hurepoix.
Gometz-la-Ville est située à 26 kilomètres au sud-ouest de Paris-Notre-Dame, point zéro des routes de France, 24 kilomètres au nord-ouest d'Évry, 9 kilomètres au sud-ouest de Palaiseau, 11 kilomètres au nord-ouest de Montlhéry, 13 kilomètres au nord-ouest d'Arpajon, 18 kilomètres au nord-est de Dourdan, 26 kilomètres au nord-ouest de La Ferté-Alais, 27 kilomètres au nord-ouest d'Étampes, 27 kilomètres au nord-ouest de Corbeil-Essonnes, 39 kilomètres au nord-ouest de Milly-la-Forêt. Elle est par ailleurs située à un kilomètre à l'ouest de son homonyme Gometz-le-Châtel.

### Hydrographie
Gometz-la-Ville est arrosée par la Salmouille.

### Climat
Pour des articles plus généraux, voir Climat de l'Île-de-France et Climat de l'Essonne.
En 2010, le climat de la commune est de type climat océanique dégradé des plaines du Centre et du Nord, selon une étude du CNRS s'appuyant sur une série de données couvrant la période 1971-2000. En 2020, Météo-France publie une typologie des climats de la France métropolitaine dans laquelle la commune est exposée à un climat océanique altéré et est dans la région climatique Sud-ouest du bassin Parisien, caractérisée par une faible pluviométrie, notamment au printemps (120 à 150 mm) et un hiver froid (3,5 °C). 
Pour la période 1971-2000, la température annuelle moyenne est de 10,7 °C, avec une amplitude thermique annuelle de 15,2 °C. Le cumul annuel moyen de précipitations est de 675 mm, avec 11,2 jours de précipitations en janvier et 7,9 jours en juillet. Pour la période 1991-2020, la température moyenne annuelle observée sur la station météorologique la plus proche, située sur la commune de Gometz-le-Châtel à 1 km à vol d'oiseau, est de 11,3 °C et le cumul annuel moyen de précipitations est de 734,7 mm,. Pour l'avenir, les paramètres climatiques de la commune estimés pour 2050 selon différents scénarios d'émission de gaz à effet de serre sont consultables sur un site dédié publié par Météo-France en novembre 2022.
| Mois                                  | jan.             | fév.             | mars            | avril           | mai           | juin           | jui.           | août           | sep.           | oct.            | nov.          | déc.             | année      |
| ------------------------------------- | ---------------- | ---------------- | --------------- | --------------- | ------------- | -------------- | -------------- | -------------- | -------------- | --------------- | ------------- | ---------------- | ---------- |
| Température minimale moyenne (°C)     | 1,5              | 1,3              | 3,4             | 5,3             | 8,6           | 11,6           | 13,4           | 13,2           | 10,4           | 7,9             | 4,4           | 2                | 6,9        |
| Température moyenne (°C)              | 4,1              | 4,6              | 7,7             | 10,5            | 13,9          | 17,1           | 19,3           | 19,2           | 15,8           | 11,9            | 7,4           | 4,5              | 11,3       |
| Température maximale moyenne (°C)     | 6,7              | 7,9              | 11,9            | 15,6            | 19,2          | 22,6           | 25,2           | 25,2           | 21,1           | 15,9            | 10,3          | 7,1              | 15,7       |
| Record de froid (°C) date du record   | −19,2 17.01.1985 | −12,8 07.02.1991 | −9,9 07.03.1971 | −4,5 12.04.1986 | −1 03.05.1967 | 0,8 05.06.1991 | 4,2 04.07.1984 | 4,1 31.08.1986 | 0,7 17.09.1971 | −4,9 30.10.1985 | −9 24.11.1998 | −13,5 29.12.1964 | −19,2 1985 |
| Record de chaleur (°C) date du record | 15,3 27.01.03    | 21,1 27.02.19    | 25,8 31.03.21   | 28,1 25.04.07   | 31,2 27.05.05 | 37,8 18.06.22  | 42,8 25.07.19  | 40 12.08.03    | 36,4 09.09.23  | 29,3 02.10.23   | 21 07.11.15   | 16,8 07.12.00    | 42,8 2019  |
| Précipitations (mm)                   | 59,9             | 53,7             | 53,5            | 51,9            | 73,1          | 60,7           | 60,8           | 59,9           | 52,6           | 64,9            | 67,1          | 76,6             | 734,7      |

### Voies de communication et transports
La traversée du village a longtemps été fastidieuse pour les habitants du sud du plateau se rendant à leur travail dans le nord (embouteillages fréquents). Depuis 2003, une déviation avec 700 m dans un tunnel pallie ces problèmes.
Plusieurs lignes de bus desservent la commune :
- Réseau de bus Centre et Sud Yvelines :
  - 39-15 : Orsay (RER) - Briis-sous-Forges ;
  - 39-07 : Orsay (RER) - Saint-Arnoult-en-Yvelines, via Limours, Bonnelles.
- Réseau de bus Paris Saclay :
- 11 : Chevry - Gif-sur-Yvette (RER) - Les Ulis ;
- 12 : Gif-sur-Yvette (Gare RER de Courcelle) - Les Ulis.

## Urbanisme

### Typologie
Au 1er janvier 2024, Gometz-la-Ville est catégorisée ceinture urbaine, selon la nouvelle grille communale de densité à sept niveaux définie par l'Insee en 2022.
Elle est située hors unité urbaine. Par ailleurs la commune fait partie de l'aire d'attraction de Paris, dont elle est une commune de la couronne,. Cette aire regroupe 1 929 communes,.

## Toponymie
Le nom de la localité est attesté sous la forme Gomet villa en 1146, Gomed villa vers 1205.
Peut-être le nom d'un domaine roman, composé du nom de personne germanique Godo et du bas latin ma(n)su(s) « ferme », qui a donné souvent metz en toponymie, ainsi que meix et mas, ou du nom de personne germanique Guma, avec un suffixe diminutif -itt. Cependant la mention d'une villa « domaine rural » fait double emploi avec celle de ma(n)su(s) et rend donc plausible une autre hypothèse, celle d'un nom de personne latin Comitius pris absolument.
Remarque : le passage de [c] à [g] est hypothétique dans la proposition Comitius et ne va pas forcément de soi. En outre, Comitius est un anthroponyme rare.
La commune fut créée en 1793 avec son nom actuel, le Bulletin des lois de 1801 introduisit l'orthographe Gomets-la-Ville.

## Histoire

### XIesiècle
En 1070, Guillaume, abbé de Saint-Florent de Saumur, reçoit de l'évêque Geoffroy de Boulogne l'église du village ainsi que celles de Gometz-la-Ville et Gometz-le-Châtel.

### XXesiècle
De 1931 à 1939 Gometz-la-Ville fut traversé par la ligne Paris-Chartres par Gallardon, sans aucun passage à niveau et sans aucune station sur le territoire de la commune entre la halte de Gometz-le-Châtel et la station de Limours-État. Cette desserte-voyageurs fut ensuite supprimée.
Dans les années 1970, la plate-forme de cette ligne désaffectée a servi de support à une ligne expérimentale d'aérotrain qui reliait Gometz-la-Ville à Limours. Une importante base d'essais était installée à Gometz-la-Ville. En juin 2004, une sculpture de Georges Saulterre, commémorative de l'aérotrain, a été installée sur un rond-point à la sortie du village, à l'embranchement de la déviation évoquée plus haut. Le rond-point situé à l'autre extrémité de cette déviation, sur la commune de Gometz-le-Châtel, a, quant à lui, été baptisé « grand giratoire de l'ingénieur Jean Bertin », en souvenir de l'inventeur de l'aérotrain. Un tronçon de voie a été installé sur le terre-plein de ce dernier rond-point.
La voie verte de l'aérotrain a été aménagée sur cette plate-forme un peu au-delà de ce rond-point jusqu'à Bonnelles.
À la sortie de la ville a été implantée une station spatiale de France Télécom R&D (anciennement le CNET). À partir des années 2000, France Télécom a cessé progressivement ses programmes expérimentaux avec cette station, dont l'antenne parabolique (de type Cassegrain) de 9 m de diamètre a été désaffectée puis ses équipements démontés. Avec cette antenne des expérimentations avaient permis des mesures de propagation sur les tout premiers satellites (Symphonie) et particulièrement sur la bande des 10 GHz (satellites SIRIO-1 et OTS-2). Ainsi que des liaisons expérimentales. Cette station avait permis (milieu de la décennie 1980) entre autres les tests de faisabilité du premier réseau numérique AMRT à 25 Mbit/s par satellite Telecom 1 (mesures de triangulation en vue de synchronisation, puis tests des premiers terminaux numériques à 25 Mbit/s). D'autres expérimentations de TV par satellite avaient également été effectuées. Ensuite, lors de la décennie 1990, il y eut des expérimentations en relation avec le projet européen Olympus sur la propagation des ondes dans les bandes (Bande Ka entre autres) des 20 GHz et 30 GHz. France Télécom ayant cessé toute recherche dans le domaine spatial, la station était quasiment à l'abandon en 2005.

### Les Hospitaliers
Le membre du Petit Déluge de la commanderie du Déluge appartenait aux Hospitaliers de l'ordre de Saint-Jean de Jérusalem qui consistait en une trentaine d'arpents de terre.

## Population et société

### Démographie

#### Évolution démographique
L'évolution du nombre d'habitants est connue à travers les recensements de la population effectués dans la commune depuis 1793. Pour les communes de moins de 10 000 habitants, une enquête de recensement portant sur toute la population est réalisée tous les cinq ans, les populations de référence des années intermédiaires étant quant à elles estimées par interpolation ou extrapolation. Pour la commune, le premier recensement exhaustif entrant dans le cadre du nouveau dispositif a été réalisé en 2005.

En 2022, la commune comptait 1 512 habitants, en évolution de +2,02 % par rapport à 2016 (Essonne : +2,89 %, France hors Mayotte : +2,11 %).
| 1793 | 1800 | 1806 | 1821 | 1831 | 1836 | 1841 | 1846 | 1851 |
| ---- | ---- | ---- | ---- | ---- | ---- | ---- | ---- | ---- |
| 315  | 313  | 323  | 246  | 230  | 242  | 211  | 263  | 238  |

| 1856 | 1861 | 1866 | 1872 | 1876 | 1881 | 1886 | 1891 | 1896 |
| ---- | ---- | ---- | ---- | ---- | ---- | ---- | ---- | ---- |
| 277  | 302  | 306  | 297  | 295  | 310  | 306  | 296  | 284  |

| 1901 | 1906 | 1911 | 1921 | 1926 | 1931 | 1936 | 1946 | 1954 |
| ---- | ---- | ---- | ---- | ---- | ---- | ---- | ---- | ---- |
| 264  | 283  | 276  | 304  | 330  | 316  | 292  | 246  | 337  |

| 1962 | 1968 | 1975 | 1982 | 1990 | 1999 | 2005  | 2006  | 2010  |
| ---- | ---- | ---- | ---- | ---- | ---- | ----- | ----- | ----- |
| 376  | 325  | 608  | 809  | 887  | 986  | 1 002 | 1 030 | 1 374 |

| 2015  | 2020  | 2022  | - | - | - | - | - | - |
| ----- | ----- | ----- | - | - | - | - | - | - |
| 1 468 | 1 511 | 1 512 | - | - | - | - | - | - |

#### Pyramide des âges
En 2018, le taux de personnes d'un âge inférieur à 30 ans s'élève à 36,2 %, soit en dessous de la moyenne départementale (39,9 %). À l'inverse, le taux de personnes d'âge supérieur à 60 ans est de 20,9 % la même année, alors qu'il est de 20,1 % au niveau départemental.
En 2018, la commune comptait 766 hommes pour 726 femmes, soit un taux de 51,34 % d'hommes, largement supérieur au taux départemental (48,98 %).
Les pyramides des âges de la commune et du département s'établissent comme suit.
| Hommes | Classe d’âge | Femmes |
| ------ | ------------ | ------ |
| 0,3    | 90 ou +      | 0,4    |
| 5,8    | 75-89 ans    | 5,3    |
| 14,6   | 60-74 ans    | 15,5   |
| 22,7   | 45-59 ans    | 21,8   |
| 20,2   | 30-44 ans    | 21,0   |
| 18,3   | 15-29 ans    | 15,9   |
| 18,2   | 0-14 ans     | 20,1   |

| Hommes | Classe d’âge | Femmes |
| ------ | ------------ | ------ |
| 0,5    | 90 ou +      | 1,4    |
| 5,4    | 75-89 ans    | 7,2    |
| 12,9   | 60-74 ans    | 13,9   |
| 20     | 45-59 ans    | 19,4   |
| 19,9   | 30-44 ans    | 20,1   |
| 20     | 15-29 ans    | 18,2   |
| 21,3   | 0-14 ans     | 19,8   |

## Politique et administration

### Politique locale
La commune de Gometz-la-Ville est rattachée au canton de Gif-sur-Yvette, représenté par les conseillers départementaux Michel Bournat (UMP) et Laure Darcos (UMP), à l'arrondissement de Palaiseau et à la quatrième circonscription de l'Essonne, représentée par le député Nathalie Kosciusko-Morizet (UMP).
L'Insee attribue à la commune le code 91 3 13 274. La commune de Gometz-la-Ville est enregistrée au répertoire des entreprises sous le code SIREN 219 102 746. Son activité est enregistrée sous le code APE 8411Z.

### Liste des maires
| Période                                  | Période          | Identité              | Étiquette | Qualité |
| ---------------------------------------- | ---------------- | --------------------- | --------- | --- |
| Les données manquantes sont à compléter. |                  |                       |           | |
| 1892                                     | 1904             | Hippolyte Louis Neveu |           | |
| 1904                                     | 1910             | Albert Mazure         |           | |
| 1910                                     | 1912             | Hippolyte Louis Neveu |           | |
| 1912                                     | 1919             | Albert Mazure         |           | |
| 1919                                     | 1937             | Marcel Pescheux       |           | |
| 1937                                     | 1953             | Fernand Hottin        |           | |
| 1953                                     | 1971             | André Laumonier       |           | |
| 1971                                     | 1977             | Maurice Fraudeau      | UDR       | Inspecteur général de l'Éducation nationale Député de l'Essonne (4e circ.) (1969 → 1973) Suppléant du député Léo Hamon (1968 → 1969) Chevalier de la Légion d'honneur |
| 1977                                     | 1987 (démission) | Jean Le Besque        |           | |
| 1987                                     | 1989             | Jean Lerebour         |           | Ancien premier adjoint |
| 1989                                     | 2001             | Juliette Leborne      |           | Ancienne assistante de direction |
| 2001                                     | 2020             | Bernard Jacquemard    | DVD       | Ingénieur retraité Adjoint au maire (1995 → 2001) |
| 2020                                     | En cours         | Edwige Huot Marchand  | DVD       | Enseignante retraitée, ancienne adjointe au maire Vice-présidente de la CC du Pays de Limours                                                                         |

### Tendances et résultats politiques
Élections présidentielles, résultats des deuxièmes tours
- Élection présidentielle de 2002 : 92,13 % pour Jacques Chirac (RPR), 7,87 % pour Jean-Marie Le Pen (FN), 86,20 % de participation[41].
- Élection présidentielle de 2007 : 63,20 % pour Nicolas Sarkozy (UMP), 36,80 % pour Ségolène Royal (PS), 92,94 % de participation[42].
- Élection présidentielle de 2012 : 56,66 % pour Nicolas Sarkozy (UMP), 43,34 % pour François Hollande (PS), 88,55 % de participation[43].

Élections législatives, résultats des deuxièmes tours
- Élections législatives de 2002 : 67,98 % pour Pierre-André Wiltzer (UMP), 32,02 % pour Marianne Louis (PS), 74,27 % de participation[44].
- Élections législatives de 2007 : 67,03 % pour Nathalie Kosciusko-Morizet (UMP), 32,97 % pour Olivier Thomas (PS), 69,72 % de participation[45].
- Élections législatives de 2012 : 61,21 % pour Nathalie Kosciusko-Morizet (UMP), 38,79 % pour Olivier Thomas (PS), 69,56 % de participation[46].

Élections européennes, résultats des deux meilleurs scores :
- Élections européennes de 2004 : 22,79 % pour Harlem Désir (PS), 21,32 % pour Patrick Gaubert (UMP), 59,42 % de participation[47].
- Élections européennes de 2009 : 38,91 % pour Michel Barnier (UMP), 19,00 % pour Daniel Cohn-Bendit (Les Verts), 54,31 % de participation[48].

Élections régionales, résultats des deux meilleurs scores
- Élections régionales de 2004 : 57,60 % pour Jean-François Copé (UMP), 38,21 % pour Jean-Paul Huchon (PS), 77,13 % de participation[49].
- Élections régionales de 2010 : 51,97 % pour Valérie Pécresse (UMP), 48,03 % pour Jean-Paul Huchon (PS), 58,95 % de participation[50].

Élections cantonales, résultats des deuxièmes tours :
- Élections cantonales de 2001 : données manquantes.
- Élections cantonales de 2008 : 73,38 % pour Christian Schoettl (DVD) élu au premier tour, 18,11 % pour Mouna Mathari (PS), 67,96 % de participation[51].

Élections municipales, résultats des deuxièmes tours
- Élections municipales de 2001 : données manquantes.
- Élections municipales de 2008 : 506 voix pour Jean-Claude Bonnet (?), 499 voix pour Maurice Boulay (?), 68,46 % de participation[52].

Référendums
- Référendum de 2000 relatif au quinquennat présidentiel : 80,26 % pour le Oui, 19,74 % pour le Non, 44,22 % de participation[53].
- Référendum de 2005 relatif au traité établissant une Constitution pour l'Europe : 71,08 % pour le Oui, 28,92 % pour le Non, 81,07 % de participation[54].

### Enseignement
Les élèves de Gometz-la-Ville sont rattachés à l'académie de Versailles. La commune dispose sur son territoire de l'école primaire Jean Bertin.

### Services publics
En plus des services municipaux, la commune possède une bibliothèque.

### Jumelages
| Gometz-la-Ville High Ham |

Gometz-la-Ville a développé des associations de jumelage avec :
- High Ham (Royaume-Uni) depuis 1995, en anglais High Ham, située à 444 kilomètres[56].

## Vie quotidienne à Gometz-la-Ville

### Culture
Une école de musique et de théâtre ainsi que des fêtes et animations culturelles sont proposés par l'Association Animusic.

### Sports
Les activités sportives ainsi que des fêtes et animations sont proposés par l'Association CFS.

### Petite enfance
Une micro crèche s'est ouverte en mars 2022 au Domaine de Montvoisin gérée par les Crèches de l'Yvette (palaiseau)

### Lieux de culte
La paroisse catholique de Gometz-la-Ville est rattachée au secteur pastoral de Limours et au diocèse d'Évry-Corbeil-Essonnes. Elle dispose de l'église Saint-Germain-de-Paris.

### Médias
L'hebdomadaire Le Républicain relate les informations locales. La commune est en outre dans le bassin d'émission des chaînes de télévision France 3 Paris Île-de-France Centre, IDF1 et Téléssonne intégré à Télif.

## Économie

### Entreprises
Finalcad, spécialisée dans le domaine de l'optimisation et la numérisation du savoir faire technique des entreprises du bâtiment, a son siège social sur la commune.

### Emplois, revenus et niveau de vie
En 2006, le revenu fiscal médian par ménage était de 28 366 €, ce qui plaçait la commune au 138e rang parmi les 30 687 communes de plus de cinquante ménages que compte le pays et au quinzième rang départemental.
| Répartition des emplois par catégories socioprofessionnelles en 2006. |              |                                           |                                                   |                            |                          |                           |
|                                                                       | Agriculteurs | Artisans, commerçants, chefs d’entreprise | Cadres et professions intellectuelles supérieures | Professions intermédiaires | Employés                 | Ouvriers                  |
| Gometz-la-Ville                                                       | -            | -                                         | -                                                 | -                          | -                        | -                         |
| Zone d’emploi d’Orsay                                                 | 0,2 %        | 3,7 %                                     | 36,2 %                                            | 26,2 %                     | 21,4 %                   | 12,3 %                    |
| Moyenne nationale                                                     | 2,2 %        | 6,0 %                                     | 15,4 %                                            | 24,6 %                     | 28,7 %                   | 23,2 %                    |
| Répartition des emplois par secteurs d’activités en 2006.             |              |                                           |                                                   |                            |                          |                           |
|                                                                       | Agriculture  | Industrie                                 | Construction                                      | Commerce                   | Services aux entreprises | Services aux particuliers |
| Gometz-la-Ville                                                       | -            | -                                         | -                                                 | -                          | -                        | -                         |
| Zone d’emploi d’Orsay                                                 | 1,0 %        | 13,4 %                                    | 3,8 %                                             | 18,1 %                     | 30,5 %                   | 5,4 %                     |
| Moyenne nationale                                                     | 3,5 %        | 15,2 %                                    | 6,4 %                                             | 13,3 %                     | 13,3 %                   | 7,6 %                     |
| Sources : Insee,                                                      |              |                                           |                                                   |                            |                          |                           |

## Culture locale et patrimoine

### Patrimoine environnemental
Les bois au nord de la commune ont été recensés au titre des espaces naturels sensibles par le conseil général de l'Essonne.

### Patrimoine architectural

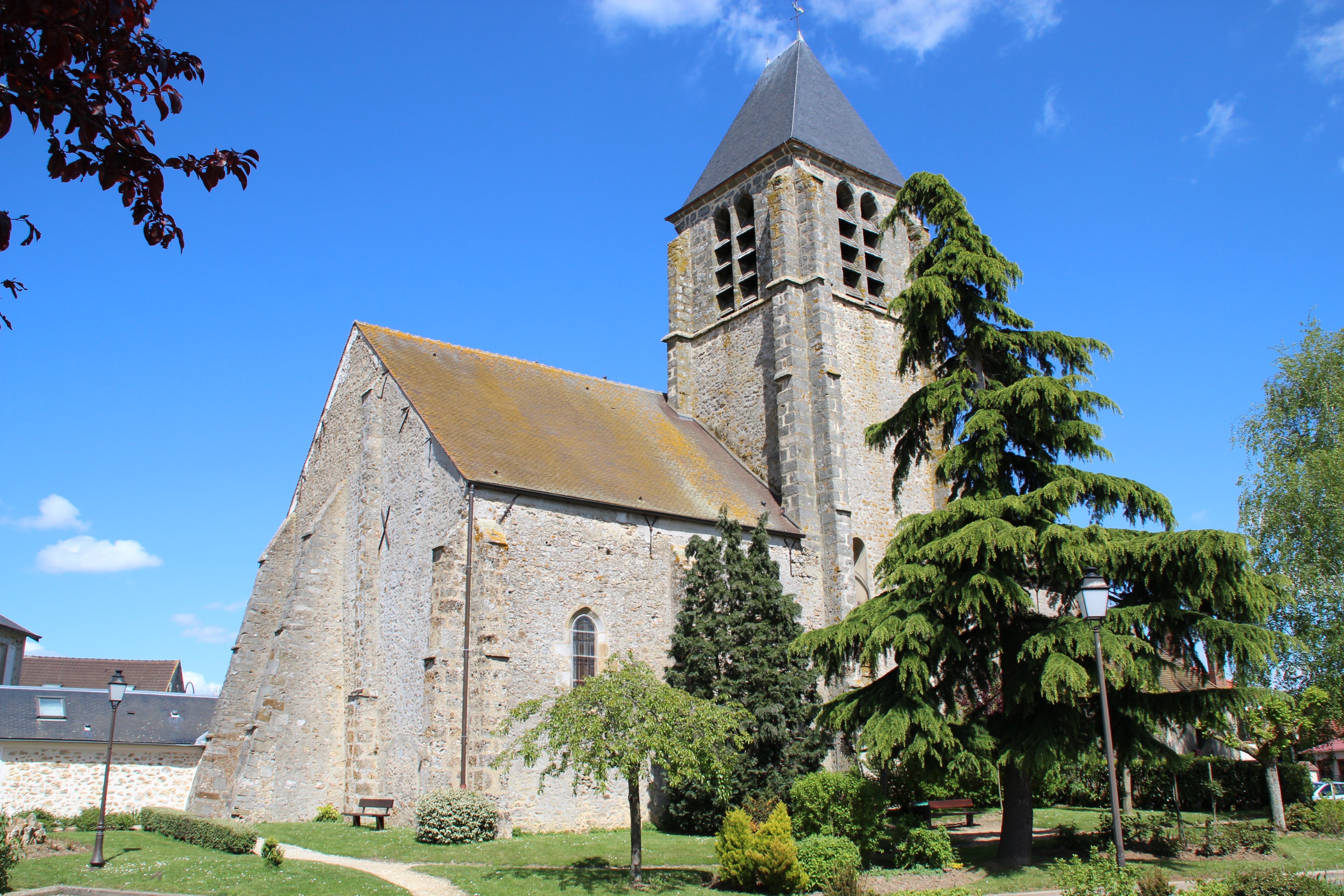
L'église Saint-Germain.

L'église Saint-Germain date du XIIe siècle.

### Personnalités liées à la commune
Différents personnages publics sont nés, décédés ou ont vécu à Gometz-la-Ville :
- Louis Malet de Graville (1438-1516), aristocrate, en était le seigneur.

### Héraldique et logotype

Logo.

| Blason de Gometz-la-Ville | Blason  | Parti d'or et de gueules à la fusée chargée d'une croisette patriarcale, le tout brochant de l'un en l'autre, accosté de deux fleurs de lys de l'un à l'autre.                                                             |
| Blason de Gometz-la-Ville | Détails | La commune s'est par ailleurs dotée d'un logotype représentant du côté gauche, la silhouette du clocher de l'église de Gometz-la-Ville, et du côté droit, un Aérotrain stylisé, sur son rail en T inversé caractéristique. |

### Gometz-la-Ville dans les arts et la culture
- Gometz-la-Ville, aquarelle de Jean Fernand-Trochain, Sceaux, musée du Domaine départemental de Sceaux[63].
- Gometz-la-Ville a été un lieu de tournage pour les films Mado de Claude Sautet sorti en 1976 (vue sur la D 988 au générique)[64], et Grossesse nerveuse de Denis Rabaglia, diffusé en 1993[65].
- la graphiste Stéphanie Magot a offert à la commune de Gometz la ville son logo ( église et Aérotrain) en 2001